# Lu Jü

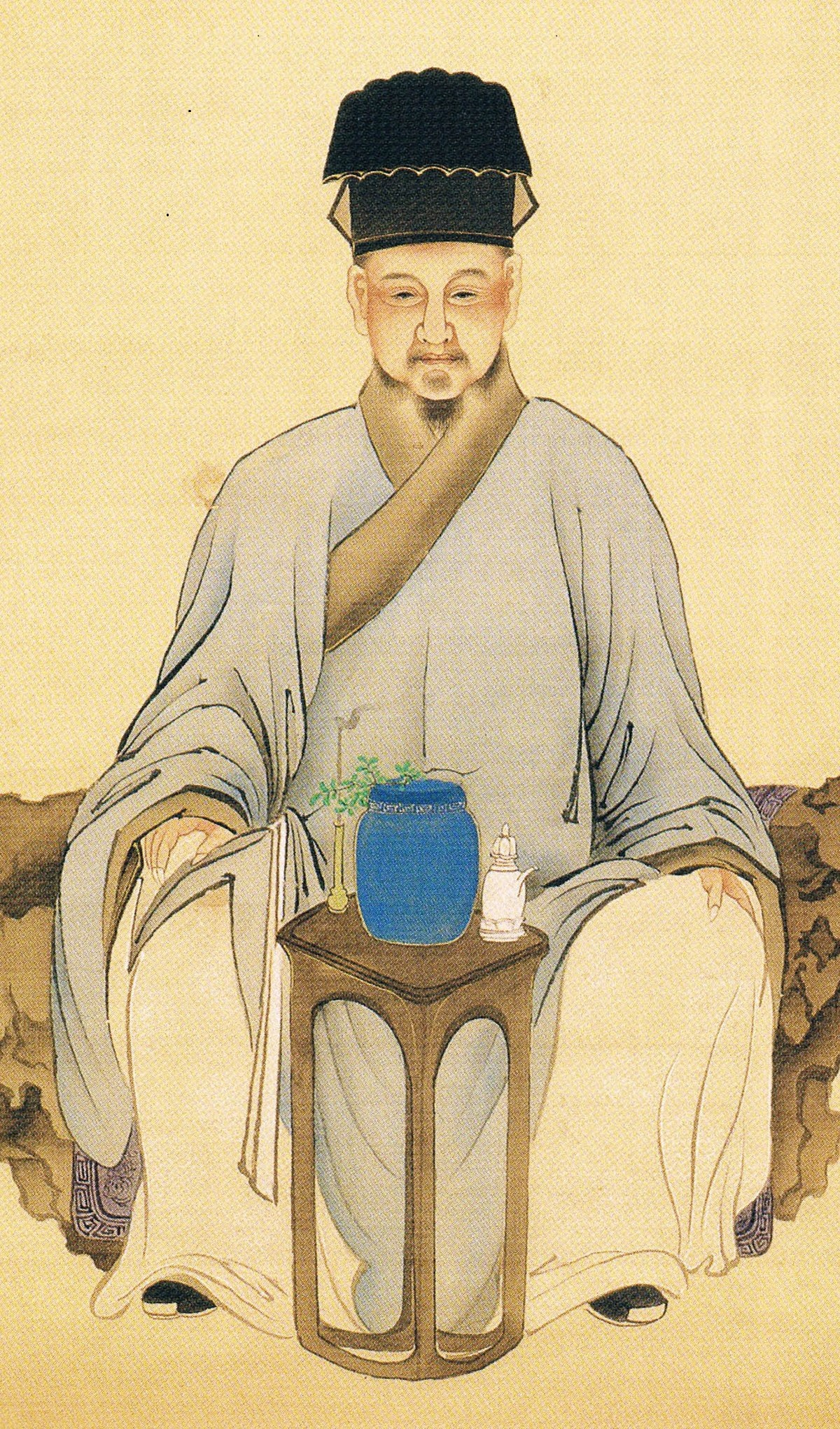
Kresba Lu Jü

Lu Jü (takto v českém přepisu, pchin-jinem Lu Yu, znaky 陆羽, 733–804) byl čínský čajový mistr a spisovatel. Díky svým příspěvkům čínské čajové kultuře je respektován jako čajový mudrc. Jeho nejznámějším dílem je Klasická kniha o čaji (Čcha-ťing), první kniha zabývající se jak pitím čaje, tak jeho výrobou a kultivaci.

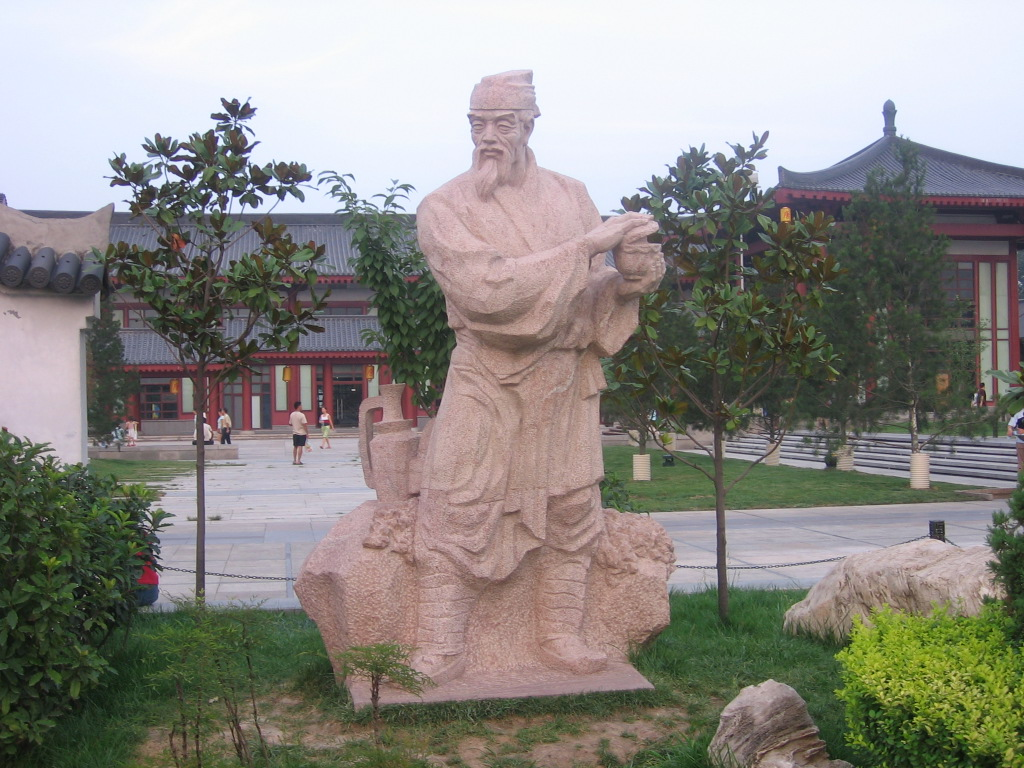
Socha Lu Jü v Si-anu

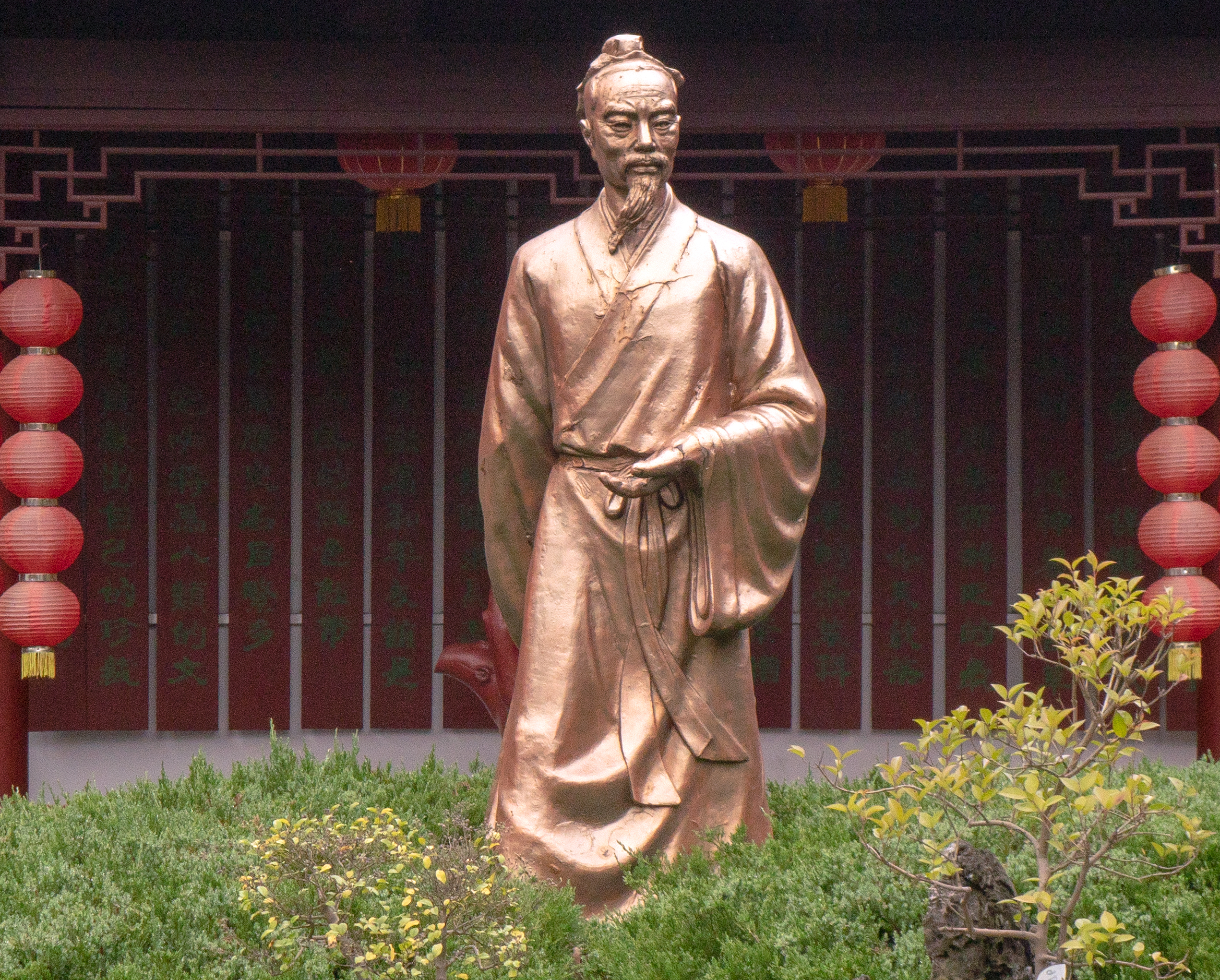
Socha Lu Jü v Chang-čou

## Život
Lu Jü se narodil v roce 733 v Tchien-menu v provincii Chu-pej. Šest let pobýval v horách Chuo-men, kde studoval pod vedením mistra Cou Fu-c'. Během těchto šesti let často připravoval čaj pro svého mistra. Dále se pak staral o zdraví svých spolužáků za pomocí svých znalostí čaje a dalších bylin, které získal při pobytu v klášteře Lung Kaj.
Kdykoli mu to jeho povinnosti umožnily, Lu Jü často chodil sbírat čajové lístky a další bylinky. Při jednom takovém výletě našel Lu Jü pramen, jehož voda byla extrémně čistá. Když Lu Jü připravil čaj z této vody, zjistil, že čaj chutnal až nečekaně lépe než obvykle. Díky tomu pochopil důležitost kvality vody při přípravě čaje.
Cou Fu-c' byl oslněn tím, jak Lu Jü propadl čaji a jak dobře ho dokázal připravit. Spolu s několika studenty uklidil v okolí pramene a postavil na místě studnu.
Za mnoho let později v roce 1768, za vlády dynastie Čching (1616-1911), trpělo město Ťing-ling suchem a byla potřeba voda. Měšťané našli vodu, která stále tekla z této studny, kterou Lu Jü objevil a Cou Fu-c' nechal vykopat. Čchingský úředník nařídil vykopat tři studny kolem pramene a stavbu poblíž, která nesla název „Lu Jüova chatrč“.
V roce 752 Lu Jü ukončil studium, rozloučil se svým mistrem Cou Fu-c' a vrátil se do Ťing-lingu, aby se setkal se svým patronem Li Čchi-wu. Ale v roce 751 byl Li Čchi-wu přemístěn do hlavního města dynastie Tchang, Čchang-an (dnes známé pod názvem Si-an). Novým hlavním úředníkem Ťing-lingu se stal Cchuej Kuo-fu. Cchuej, vysoký úředník, který zastával funkci podobnou dnešnímu ministrovi školství, byl degradován do Ťing-lingu jako hlavní úředník jako trest za urážku člena královské rodiny. Cchuej Kuo-fu byl učenec a básník, dobře známý díky svým krátkým básním s pěti postavami na jeden verš. Po jeho degradaci vzal svůj život celkem zlehka. Přestože byl Cchuej o mnoho let starší než Lu Jü, sdíleli spolu stejný zájem o čaj, literaturu a poezii. Brzy co se setkali se tedy stali dobrými přáteli. Během tohoto období zůstal Lu Jü s Cchuejem a pomáhal mu při plněnní jeho administrativních úkolů. Strávili spolu hodně času cestováním, popíjením čaje, psaním básní a napsali spolu několik knih.
Toto období s Cchuejem bylo pro Lu Jü fází, kdy si procvičoval a zlepšoval to, co se naučil od svého mistra Cou Fu-c'. Cchuej Kuo-fu se svými rozsáhlými zkušenostmi a dovednostmi v literární tvorbě se stal pro Lu Jü koučem, který poskytoval nezbytné vedení pro zdokonalení jeho spisovatelských schopností. Během tohoto období Lu Jü napsal Klasickou knihu o čaji.
Původní verze Klasické knihy o čaji sestávala ze tří knih v celkovém počtu deseti kapitol: první kniha se skládala z prvních tří kapitol, druhá kniha se skládala pouze z kapitoly 4 a třetí kniha se skládala z kapitol 5 až 10. Po dynastii Tchang byly všechny tři knihy svázány do jednoho svazku a třídílná verze již nebyla k dispozici.